# Ġan Anton Vassallo
Ġan Anton Vassallo (* 6. Juni 1817; † 28. März 1868) war ein maltesischer Schriftsteller, Dichter sowie Professor. Er verfasste viele literarische Werke und ist am bekanntesten für sein Gedicht Tifħira lil Malta (wörtl.: Lob an Malta).

## Ausbildung
Er wurde von vielen berühmten Lehrern unterrichtet, darunter Dun Pietru Pawl Psaila und Dun Ġużepp Zammit Brighella. Neben Maltesisch sprach er fließend Italienisch, Latein, Französisch, Arabisch und Englisch. Von 1839 bis 1842 studierte Vassallo Jura an der Universität Malta, bevor er 1850 damit begann an der Schule Liċeo auf Malta Italienisch zu unterrichten. Im Jahr 1863 wurde er an der Universität zum Professor ernannt.

## Werke
Im Alter von 25 Jahren begann er Gedichte in der maltesischen Sprache zu schreiben. Dazu verfasste er eine Vielzahl an Biographien über maltesische Persönlichkeiten für die Zeitschrift Arte, die von 1862 bis 1866 herausgegeben wurde. Außerdem veröffentlichte er im Jahr 1854 sein Werk über die Geschichte von Malta, La Storia di Malta raccontata in Compendio (dt.: Die Geschichte Maltas im Überblick). Diese Ausgabe wurde 1862 unter dem Namen Storja ta’ Malta (wörtl.: Geschichte Maltas) auf Maltesisch neu verfasst. Des Weiteren schrieb er zahlreiche religiöse Texte, wie Il-ħajja ta’ l-Appostlu Missierna San Pawl  (wörtl.: Das Leben des Apostels unseres Vaters Sankt Paulus) (1858) und Ġesù Kristu fid-Dinja (wörtl.: Jesus Christus auf Erden) (1861). 
Seine bekanntesten Werke umfassen seine Gedichte, welche in den Büchern Ħrejjef (dt.: Märchen) (1861) und Ħrejjef u Ċajt bil-Malti (wörtl.: Märchen und Witze auf Maltesisch) (1863) veröffentlicht wurden. Sein berühmtester Roman ist der Epos Il-Ġifen Tork (wörtl.: Das türkische Geschenk) (1842), der von Dr. Carmel Mallia im Jahr 1985 unter dem Titel La Turka Ĉefgalero in die Plansprache Esperanto übersetzt wurde sowie in der Antologio de Maltaj Poetoj (dt.: Sammlung maltesischer Dichter) herausgegeben wurde.
Vassallos dichterische Ideen teilen sich in zwei Lager: auf der einen Seite steht das moralische Gute und auf der anderen das Gefallen daran Literatur zu schaffen. Dadurch bewegen sich seine Werke zwischen den moralischen Grundfesten und dem Vergnügen. Jedoch verstand Vasallo, dass das Wichtigste zwischen Grundfesten und Vergnügen die Wirkung ist, die sich aus dem Vergnügen des Lesens von Literatur ergibt, da, wie er sagte, Literatur dafür da ist moralischen Fortschritt zu bringen und ohne wäre Literatur für nichts zu gebrauchen.
Ġan Anton Vassallos Werke sind Bestandteil des maltesischen sowie italienischen Lehrplans an den Schulen. Er befürwortete das in den Gemeinden gesprochene Maltesisch, da es für den allgemeinen Gebrauch ausreichend und reichhaltig genug sei, um alle Begriffe des gesellschaftlichen Lebens erklären zu können.
Vassallo starb am 29. März 1868 und liegt in der Karmelitenkirche in Valletta begraben.